# Guillermo Correa Vergara
Guillermo Correa Vergara (Molina, 24 de mayo de 1865-Santiago, 3 de marzo de 1942) fue un agricultor y político chileno, que se desempeñó como alcalde de la comuna de Rancagua entre 1925 y 1927.

## Familia y estudios

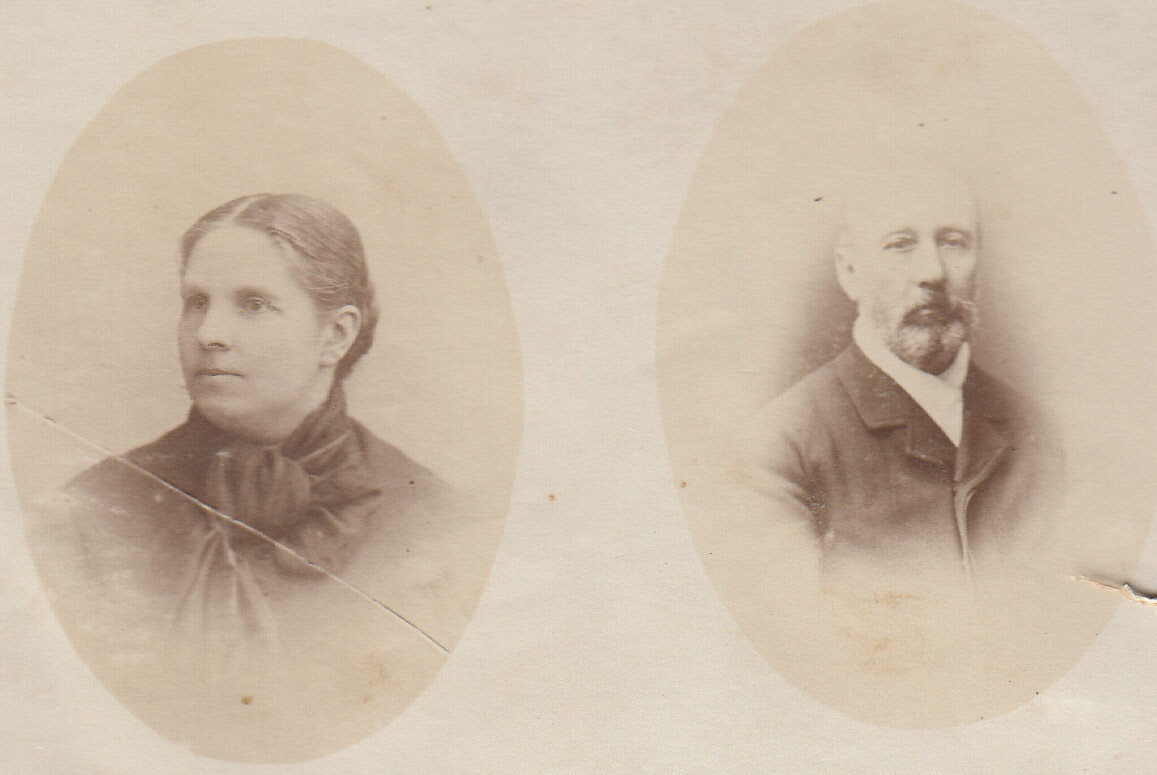
Agustina Vergara y Vicente Correa, sus padres.

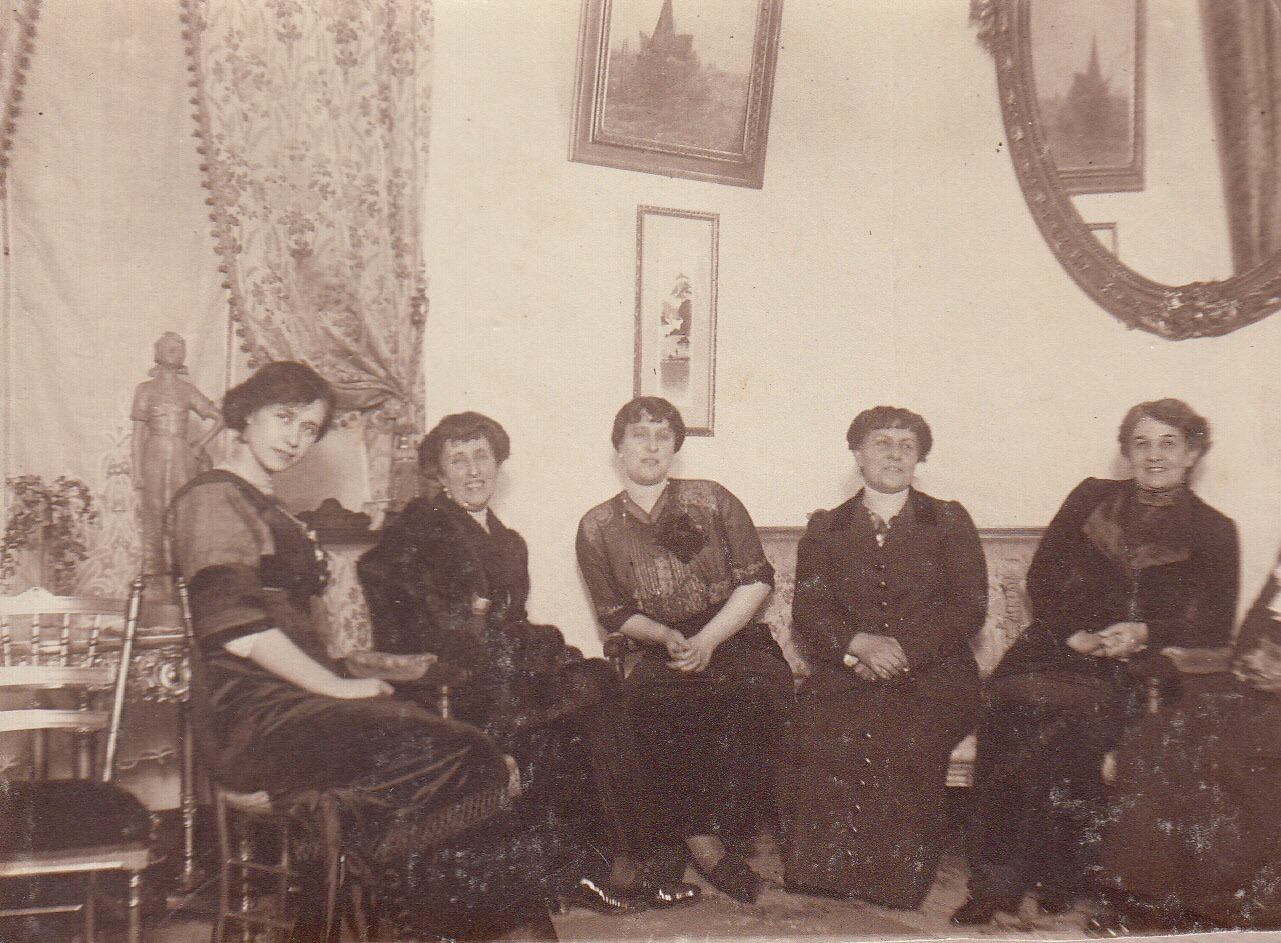
Sus hermanas Susana, Mercedes, Matilde, Sara y Ana.

Nació en Molina el 24 de mayo de 1865, hijo de Vicente Correa Albano y de Agustina Vergara Loys, nieto del político Pedro Nolasco Vergara Albano, y sobrino de los también políticos José Gregorio Correa Albano y Bonifacio Correa Albano. Su hermano Germán, también fue político, actuando como ministro de Agricultura, Industria y Colonización durante la vicepresidencia de Luis Barros Borgoño. También era primo hermano del escritor Pedro Nolasco Cruz Vergara, quien fuera diputado. Realizó sus estudios primarios y secundarios en el Colegio de los Sagrados Corazones de Santiago, continuando los superiores en el Instituto Comercial. Se dedicó a la agricultura en los fundos de su padre, en la zona de Peralillo y Marchigue.
Se casó con María de la Luz Ortúzar Pereira, con quien tuvo cinco hijos: Eduardo, Hugo, Guillermo, Carlos y Alejandro.

## Carrera política
En el ámbito político, militó en las filas del Partido Nacional. En las elecciones municipales de 1915, se postuló como candidato a regidor de Rancagua, resultando electo para el período 1915-1918.
Posteriormente se unió al Partido Liberal Unido, y en 1925, fue nombrado por el presidente Emiliano Figueroa Larraín como alcalde de la Municipalidad de Rancagua, cargo que ocupó hasta 1927. Durante su gestión edilicia se iniciaron los trabajos de remodelación del alcantarillado del damero central de la comuna.
Inmediatamente, en 1927, fue nuevamente elegido regidor de Rancagua, hasta 1929. Luego se trasladó a Santiago donde siguió ligado a los liberales. En 1932, participó en la campaña presidencial de Arturo Alessandri Palma de cara a la elección presidencial de ese año, en la cual resultó elegido presidente de la República para el período 1932-1938.
Falleció en Santiago el 3 de marzo de 1942, a los 76 años.